# Friedhelm Jung

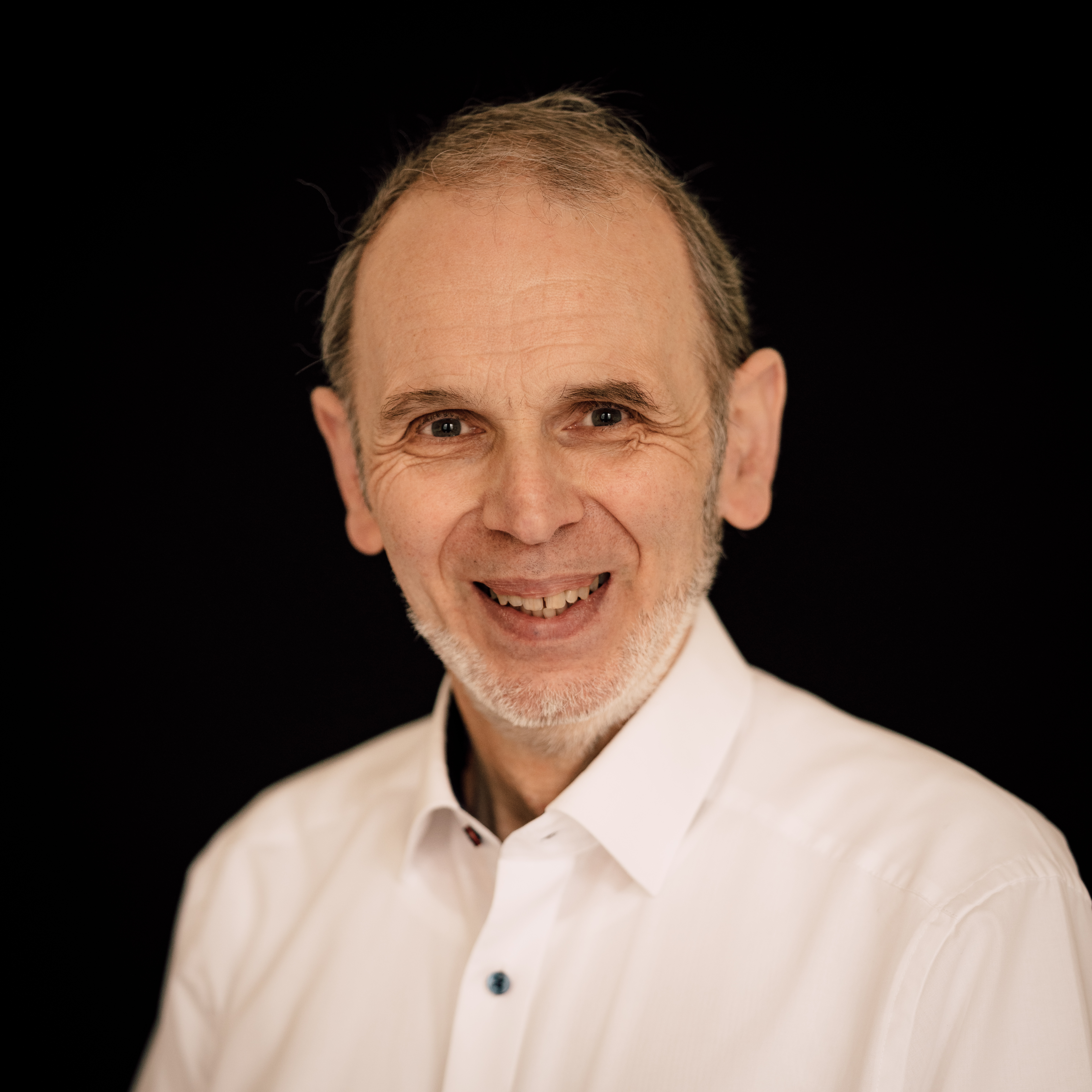
Friedhelm Jung 2022

Friedhelm Jung (* 1958 in Allendorf/Kreis Biedenkopf) ist ein deutscher evangelischer Theologe, Autor und emeritierter Professor für systematische Theologie.

## Leben
Jung gehörte zunächst der evangelischen Kirche in Hessen und Nassau an. Noch in seinem Geburtsjahr zog die Familie nach Siegen, wo sie Mitglied der evangelisch-reformierten Kirchengemeinde in Siegen-Geisweid wurde. Nach der Konfirmation kam Jung in Kontakt zur Freien evangelischen Gemeinde in Geisweid, wo er seine geistliche Heimat fand. Von 1980 bis 1984 studierte er Theologie am Theologischen Seminar St. Chrischona in der Schweiz, von 1984 bis 1985 französische Sprache und Geschichte an der Universität Straßburg und von 1985 bis 1990 Theologie, Philosophie und Religionswissenschaft an der Universität Marburg. Dort wurde er 1991 mit der Arbeit Die deutsche evangelikale Bewegung – Grundlinien ihrer Geschichte und Theologie zum Dr. theol. promoviert.
Von 1990 bis 1996 war Jung Pastor der Freien evangelischen Gemeinde Stade. Dann folgte er einem Ruf als Dozent für systematische Theologie ans Bibelseminar Bonn (BSB). Von 2001 bis 2005 arbeitete er als Pastor der Evangelischen Freikirche Bornheim. 2005 erhielt er einen Ruf vom Southwestern Baptist Theological Seminary (Fort Worth, Texas) auf einen Lehrstuhl für systematische Theologie. Er sollte einen Master-of-Arts-Studiengang in Kooperation mit dem Bibelseminar Bonn aufbauen. Bis zur Emeritierung im Jahr 2024 leitete er diesen Studiengang am BSB. Auch im Ruhestand unterrichtet er weiterhin im Bereich der systematischen Theologie und Konfessionskunde. Als Gastdozent hat er Vorlesungen in der Ukraine, Malawi und den USA gehalten.
Jung war viele Jahre lang Mitglied der Evangelical Theological Society sowie Vorstandsmitglied im Bibelbund Deutschland. Sein Hauptinteresse gilt dem Nachweis, dass die Heilige Schrift das zuverlässige und glaubwürdige Wort Gottes ist, das die zentralen Menschheitsfragen (Warum ist überhaupt etwas und warum ist nicht vielmehr nichts? Woher kommen wir? Wozu sind wir da? Wohin gehen wir? Wo erhalten wir Vergebung unserer Schuld?) plausibel zu beantworten weiß. Außerdem beschäftigt er sich seit seiner Dissertation mit der Entwicklung der evangelikalen Bewegung im deutschsprachigen Europa.

## Publikationen (Auswahl)
2001
- Neueste Entwicklungen in der deutschen Evangelikalen Bewegung, Kirchliche Zeitgeschichte (KZG) 1/2001, S. 248 – 260.

2007
- Was ist evangelikal? Dillenburg: Christliche Verlagsgesellschaft, 2007, ISBN 978-3-89436-528-8.
- „US-Evangelikale in Deutschland – ihr Beitrag zu Gemeindebau und theologischer Ausbildung“, Jahrbuch für evangelikale Theologie 2007, S. 181 – 194.[8]

2011
- Die deutsche evangelikale Bewegung – Grundlinien ihrer Geschichte und Theologie, 4. Aufl. Bonn: Verlag für Kultur und Wissenschaft, 2011, ISBN 978-3-86269-028-2.
- „Woher kommen sie? Die Geschichte der Evangelikalen“, in: Stephan Holthaus (Hrsg.), Die Evangelikalen – wie sie wirklich sind. Daten und Fakten, die jeder kennen sollte, Bonn: Verlag für Kultur und Wissenschaft, 2011, S. 17 – 21.
- „Die Stellung der Konfessionen zur Inspiration und Irrtumslosigkeit der Bibel“, in: Holger M. Meding (Hrsg.), Brückenschlag. Hans-Jürgen Prien zum 75. Geburtstag, Berlin: Wissenschaftlicher Verlag Berlin, 2011, S. 25 – 41.

2012
- „Die Entstehung der Bekenntnisbewegung ‚Kein anderes Evangelium‘“, in: Siegfried Hermle/Jürgen Kampmann (Hgg.), Die evangelikale Bewegung in Württemberg und Westfalen. Anfänge und Wirkungen, Bielefeld: Luther-Verlag, 2012, S. 63 – 73.

2015
- „Bibel und Prophetie“, in: Daniel Facius (Hrsg.), Der Bibel verpflichtet. Mit Herz und Verstand für Gottes Wort, Dillenburg: Christliche Verlagsgesellschaft, 2015, S. 171 – 188, ISBN 978-3863531591.

2016
- „Die Sache mit der ‚strohernen Epistel‘. War Luther ein Bibelkritiker?“, in: Berthold Schwarz (Hrsg.), Martin Luther. Aus Liebe zur Wahrheit, Dillenburg: Christliche Verlagsgesellschaft, 2016, S. 133 – 149, ISBN 978-3957760586.
- „The Doctrine of the Future in Contemporary European Theology“ (mit Eduard Friesen), in: D. Jeffrey Bingham & Glenn R. Kreider (Hrsg.), Eschatology. Biblical, Historical, and Practical Approaches, Grand Rapids: Kregel, 2016, S. 431 – 443, ISBN 978-0-8254-4344-2.

2017
- Antworten auf letzte Fragen. Über das Woher, Wozu und Wohin des Menschen, Dillenburg: Christliche Verlagsgesellschaft, 2017, ISBN 9783863534578.
- „Ist die Heilige Schrift irrtumslos?“, in: Ulrich Wendel (Hrsg.), Glaubwürdig aus guten Gründen. Warum wir der Bibel vertrauen können, Holzgerlingen: SCM R. Brockhaus, 2017, S. 111 – 124. ISBN 9783417267969

2018
- Jesus – in keinem anderen ist Heil, Lage: Lichtzeichen Verlag, 2018, ISBN 978-3-86954-351-2.

2020
- „Eine durchwachsene Bilanz. Ein halbes Jahrhundert Evangelikale Bewegung in Deutschland“, ideaSpektrum 17/2020, S. 16 – 18.
- „Aussiedlergemeinden als Teil der deutschen evangelikalen Bewegung“, in: Friedhelm Jung/Heinrich Derksen (Hgg.), Angekommen?! Fünfzig Jahre freikirchliche Russlanddeutsche in Deutschland, Lage: Lichtzeichen Verlag, 2020, S. 270 – 283.

2022
- Glaube kompakt – Grundzüge biblischer Dogmatik, 5. Aufl. Lage: Lichtzeichen Verlag, 2022, ISBN 9783869540313.
- „Gott und Leid – Wie passt das zusammen?“, in: Daniel Facius & Berthold Schwarz (Hgg.), GO(O)D NEWS 3. Vernünftig glauben, Dillenburg: Christliche Verlagsgesellschaft, 2022, S. 83 – 92, ISBN 9783863538590.

2024
- „Die Erde bewahren, weil sie Gottes Schöpfung ist“, in: Berthold Schwarz & Thomas Jeising (Hgg.), GO(O)D NEWS 4. Gut leben, Dillenburg: Christliche Verlagsgesellschaft, 2024, S. 116 – 126, ISBN 9783863539184.

## Privates
- Jung ist seit 1990 verheiratet und hat drei Töchter sowie zwei Enkelkinder.